# Wojnów (województwo świętokrzyskie)
Wojnów – wieś w Polsce, położona w województwie świętokrzyskim, w powiecie staszowskim, w gminie Oleśnica.
| SIMC    | Nazwa        | Rodzaj    |
| ------- | ------------ | --------- |
| 0257495 | Nowy Wojnów  | część wsi |
| 0257503 | Stary Wojnów | część wsi |

W latach 1975–1998 miejscowość należała administracyjnie do województwa kieleckiego.